# دستور إسبانيا 1845

العلم الملكي لإيزابيل الثانية.

تم سن دستور إسبانيا 1837 خلال وصاية ماريا كريستينا دي بوربون. وكانت مبادرة من حزب التقدم للموافقة على دستور من توافق الآراء مع حزب الوسط للسماح بالتناوب بالحكم بين الطرفين الليبراليين لتحقيق الاستقرار في وثيقة الشرف. واستمرت سارية المفعول مدة 7 سنوات حتى فرض الحزب المعتدل دستوره الخاص سنة 1845.
كان دستور 1845 هو القانون الأعلى خلال فترة حكم إيزابيل الثانية واستمر ساري المفعول حتى إعلان الدستور الإسباني 1869، وإن كانت هناك عدة محاولات لإستبداله في 1852 وخلال فترة السنتين التقدمية (1854-1856). وكان هذا التعبير الدستوري لمذهب الدوغماتية الأسباني.

## الأصل والسياق التاريخي
بدأت العشرية المعتدلة بعد انتهاء فترة الوصاية وأعلن أن الملكة إيزابيل الثانية قد بلغت السن القانوني في 1843 مع أنها لم تبلغ إلا 13 سنة. فبدأ المعتدلين استلام السلطة بعد استقالة الجنرال الوصي إسبارتيرو وتولي الجنرال رامون ماريا نارفايس رئاسة الوزراء. واستمر في حكومته الأولى مدة سنتين، وشكلت قاعدة سياسية للعشرية المعتدلة.

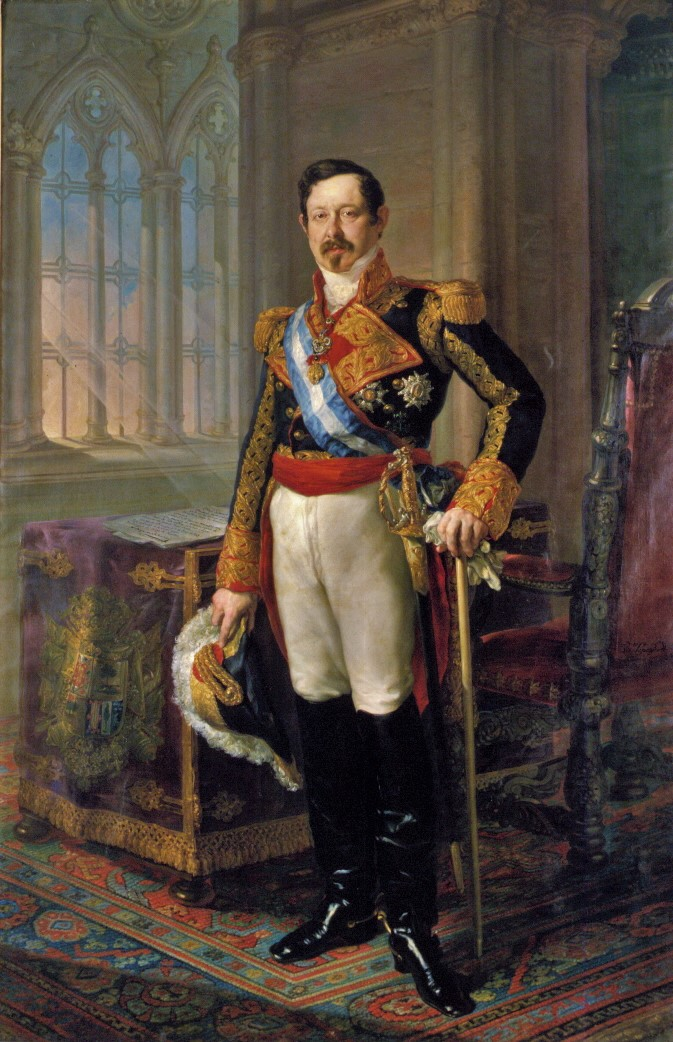
رامون ماريا نارفايس

عندما تولى الجنرال رامون ماريا نارفايس رئاسة الحكومة في مايو 1844 انقسم المعتدلون مابين مجموعة ترى الحاجة إلى إصلاح دستور 1837 ثم العمل به، ومجموعة أكثر رجعية قادها الماركيز دي فيلوما دعت إلى إلغائه والعودة إلى الميثاق الملكي لسنة 1834. بالأخير مال نارفيز إلى خيار الإصلاح التي نادت به مجموعة قادها اليخاندرو مون وبيدرو خوسيه بيدال لدفاعها عن صيانته في مواجهة مجموعة من المعتدلين «المتشددين»، لأن الموافقة جاءت نتيجة ثمرة إجماع بين الحزبين الليبراليين المعتدل والتقدمي، والسماح لهم بالتناوب في الحكومة دون الحاجة إلى تغيير الدستور في كل مرة يتم تغيير الحكومة.
في الواقع فإن مون وبيدال كانوا يدافعون لأجل صياغة دستور جديد حيث أن التغييرات التي اقترحت هامة جدا: استبدال مبدأ السيادة الوطنية حيث كانت «سيادة مشتركة» بين الملك والكورتيس، والمخطط لها أن تكون بين التاج والأمة وتعزيز صلاحيات الأول، بحيث يستبدل مجلس الشيوخ المنتخب إلى مجلس يعينه التاج بحيث يكون مدى الحياة. ورفض التقدميين جميع تلك التغييرات، ودعا بعضهم إلى تقليص الصلاحيات الممنوحة للتاج في دستور 1837، وخاصة فيما يتعلق بوقف وحل البرلمان، في حين أن معظم التقدميين اصطف مع المعتدلين «المتشددين» في الدفاع عن دستور 1837 دون أي تغيير.
لتنفيذ إصلاحات نارفيز الدستورية فقد دعا إلى الانتخابات في صيف 1844، ولكن قاطعها حزب التقدم لأنه لم يكن يريد أي تغيير على دستور 1837، وأيضا كان قادة الحزب الرئيسيين إما في السجن أو هربوا نتيجة لثوراتهم التي وقعت في شهري فبراير ومارس 1844 بعد انتخابات يناير التي نددت «بتأثير» حكومة لويس جونزاليس برافو المعتدلة في نتائجها. وبتلك الطريقة تمكن لمعتدلين من أن يمرروا الدستور الجديد دون أي معارضة.
وهكذا لم يكن إخراج دستور 1845 نتيجة أي عملية دستورية. ولكن بسبب إصلاح البرلمانيين دستور 1837 بطريقة تؤدي إلى نصوص جديدة. ومن نفذ تلك الإصلاحات هم المعتدلون الذين شغلوا مناصب في اللجنة المكلفة بدراسة نصوص الدستور الإصلاحات. وبالإضافة إلى ذلك كانت اللجنة عمليا هي الحكومة كلها، لذلك تدخلت السلطة التنفيذية بقوة. وكانت النتيجة نصا مذهبيا وليس نتيجة السيادة الوطنية.

## توضيح
ذكرت الديباجة عن السيادة المشتركة مع التشديد على الإرادة الحقيقية لتشكيل الدستور. ويختفي مصطلح السيادة الوطنية من النص وتنص المادة 12 على أن سلطة إصدار القوانين تكون بين البرلمان والملكة. مما زاد كثيرا من سلطة العاهل على حساب البرلمان الذي فقد سلطته قبل الملك والحد من الاقتراع تصبح سارية المفعول مع قانون الانتخابات 1846. أما بالنسبة لمجلس الشيوخ فهو لم يعد شبه اختياري بحيث أضحى تعيينه ملكيا بالكامل. هو يشبه مجلس اللوردات البريطاني ولكن من دون وراثة إلا أنه مدى الحياة. أما مجلس النواب المكون من أعضاء منتخبين عن طريق الاقتراع حسب تعداد الناخبين من أصحاب الدخل المرتفع في البلاد، مع أنها لا تمثل أكثر 1٪ من السكان.
هناك غموض في مسألة فصل السلطات، ولا يوجد ذكر «لسلطة قضائية»، مع الاعتراف بالمبدأ الوظيفي للقضاة في المادة 69. وكما هو الحال في دستور 1837 لم يتم تطوير الحريات الفردية بصراحة، حيث تكلم عنها بطريقة متناثرة. وأما عن حرية الصحافة فهي خلافا للدستور السابق فقد اختفت الإشارات إلى هيئة المحلفين تدير قضايا وجرائم الصحافة. وبالتالي فإن حرية الصحافة هي تحت سيطرة السلطة التنفيذية. وفي المسائل الدينية فقد حاول الدستور اتباع خط نهج الكنيسة الكاثوليكية والتي شدد عليه الإتفاق البابوي لسنة 1851. المادة 11 تنص على أن الكاثوليكية هي دين الدولة، وأن الدولة ملزمة بدفع تكاليف دور العبادة. ومع ذلك فإنه لا يحظر الديانات الأخرى.

### قائمة المراجع
- Ángel Bahamonde y Jesús A. Martínez, Historia de España. Siglo XIX, Cátedra, 2007 ISBN 978-84-376-1049-8
- Vilches, Jorge (2001). Progreso y libertad: el Partido Progresista en la revolución liberal española. Madrid: Alianza Editorial. ISBN 84-206-6768-4.